# Dajmanjaureh (Frostvikens socken, Jämtland, 721182-143815)
Dajmanjaureh är en sjö i Strömsunds kommun i Jämtland och ingår i Ångermanälvens huvudavrinningsområde.